# Hannah Auchentallerová
Hannah Auchentallerová  (* 28. března 2001, Innichen) je italská biatlonistka a mistryně světa ze závodu štafet z Mistrovství světa 2023.
Biatlonu se věnuje od roku 2010. Do světového poháru vstoupila poprvé v prosinci 2021/2022 ve švédském Östersundu, kde ve vytrvalostním závodě dojela na 81. místě. Ve své dosavadní kariéře nevyhrála žádný individuální ani kolektivní závod. Jejím nejlepším individuálním výsledkem je 17. místo z vytrvalostního závodu z března 2023 z Östersundu.

## Výsledky

### Olympijské hry a mistrovství světa
| Sezóna  | Akce | Místo       | SP  | SZ  | HZ  | IZ  | ŠT | SŠT | SZD | Věk    |
| ------- | ---- | ----------- | --- | --- | --- | --- | -- | --- | --- | ------ |
| 2022/23 | MS   | Oberhof     | 33. | 32. | 29. | 22. | 1. | –   | –   | 21 let |
| 2024/25 | MS   | Lenzerheide | 46. | 40. |     | 21. |    | 7.  |     | 22 let |

Poznámka: Výsledky z mistrovství světa ani z olympijských her se do celkového hodnocení světového poháru nezapočítávají.

### Mistrovství Evropy
| Sezóna  | Akce | Místo          | SP  | SZ  | IZ  | SŠT | Věk    |
| ------- | ---- | -------------- | --- | --- | --- | --- | ------ |
| 2021/22 | ME   | Velký Javor    | 52. | 13. | 23. | 18. | 20 let |
| 2023/24 | ME   | Brezno‑Osrblie | 14. | 22. | 15. | 3.  | 22 let |

### Mistrovství světa juniorů
| Sezóna  | Akce | Místo          | SP  | SZ  | IZ  | ŠT | Věk    |
| ------- | ---- | -------------- | --- | --- | --- | -- | ------ |
| 2020/21 | MSJ  | Obertilliach   | 12. | 23. | 19. | 2. | 19 let |
| 2021/22 | MSJ  | Soldier Hollow | 7.  | 2.  | 8.  | 1. | 20 let |

## Vítězství v závodech světového poháru, na mistrovství světa a olympijských hrách

### Kolektivní
| Č.                           | sezóna    | datum          | místo                 | disciplína |
| ---------------------------- | --------- | -------------- | --------------------- | ---------- |
| MS                           | 2022/2023 | 18. února 2023 | Oberhof, Německo (MS) | štafeta    |
| – závod na mistrovství světa |           |                |                       |            |